# Calvoa orientalis
Calvoa orientalis là một loài thực vật có hoa trong họ Mua. Loài này được Taub. mô tả khoa học đầu tiên năm 1895.